# Ariobarzanes II del Pont
Ariobarzanes II (en grec antic Ἀριoβαρζάνης) era un noble persa que va ser sàtrapa del Pont del 363 aC fins al 337 aC. Va succeir al seu pare Mitridates I, segons diu Diodor de Sicília.
Abans d'assolir el govern tenia probablement un alt càrrec a la cort de Pèrsia i va enviar (per ordre del rei) una ambaixada a Grècia l'any 368 aC. Diodor de Sicília l'anomena sàtrapa de Frígia i Corneli Nepot diu que era sàtrapa de Lídia, de Jònia i de Frígia.
El 362 aC es va revoltar contra Artaxerxes II de Pèrsia Memnon (404 aC-358 aC) i de fet es pot considerar que va ser el creador del regne del Pont, aconseguint la independència del territori respecte a Pèrsia. Demòstenes diu que el 352 aC el sàtrapa i els seus tres fills havien estat fets ciutadans atenencs. El 351 aC l'esmenta altra vegada i diu que els atenencs van enviar a Timoteu en ajut seu, però que el general es va negar a auxiliar-lo quan va comprovar que es trobava en revolta oberta contra el rei de Pèrsia.